# Estructuralisme (psicologia)
L'estructuralisme psicològic és un corrent filosòfic i psicològic que considera l'«estructura de la ment» com a objecte d'estudi propi de la psicologia: la psicologia s'ocuparia de l'anàlisi de la consciència amb els seus suposats components elementals i la manera en què s'articulen. Així, s'oposa al funcionalisme, que dona més importància a les funcions de la consciència, és a dir, als processos psicològics.
Aquest corrent rebé el nom per un article publicat per Edward Titchener el 1898. Titchener, alumne de Wundt, feu una selecció i reinterpretació de l'obra del mestre. Els estructuralistes empraren el mètode experimental i optaren per la introspecció per relatar, tan objectivament com fos possible, l'experiència conscient durant el procés de captar i analitzar els estímuls. Proposaren que els processos conscients consten fonamentalment de tres elements: sensacions, imatges i sentiments.

## Context
A la fi del s. XIX, la psicologia s'encaminava cap a enfocaments empiristes i experimentals, per donar-hi la fonamentació científica que ja Kant havia reclamat un segle enrere. Una prova en són els treballs de Wundt, Ebbinghaus o Külpe. Pel que fa a l'objecte d'estudi, però, no tots els enfocaments anaven en la mateixa direcció. Mentre uns defensaven que la psicologia s'havia de centrar en els processos de la consciència, per a altres l'objectiu prioritari n'era descriure i explicar l'estructura: aquesta és la postura de l'estructuralisme.

## Tesis principals
En comptes d'indagar sobre la ment o la consciència com a entitat substancial, més propi de la filosofia, l'estructuralisme se centra en l'experiència del subjecte, i tracta d'establir quins són els elements bàsics que la componen i les relacions que s'hi donen per crear elements més complexos.
Partint de les propostes empiristes de David Hume (1711-1776) i el físic i filòsof Ernst Mach (1838-1916), que al seu torn redueixen l'experiència a experiència sensorial, el psicòleg nord-americà d'origen britànic Edward Titchener –alumne de Wundt i un dels principals exponents de l'estructuralisme– defineix la psicologia com la «ciència de la ment», entenent-la com «la suma total de l'experiència humana». I considera científicament vàlid, com un tipus d'observació, el mètode introspectiu que Wundt havia rebutjat.
La psicologia així entesa tenia una doble tasca:
1. Descripció: partint de l'«anàlisi» –a la manera cartesiana– de l'experiència per arribar als seus components atòmics, més tard es remunta, amb la «síntesi», cap a la recomposició d'aquesta experiència en la seua suposada integritat originària. Gràcies a això, el psicòleg podria descobrir les diferents maneres en què els elements simples es combinen per donar-ne lloc als més complexos, i establir les lleis generals que farien de la psicologia una ciència anàloga a la ciència física.
2. Explicació: relaciona els processos mentals estudiats amb les condicions orgàniques o biològiques en què actuen.

Amb l'estudi de les sensacions, Titchener elaborà una classificació que incloïa unes 40.000 sensacions diferents pertanyents als distints òrgans, principalment la vista i l'oïda.

## Crítiques
Els detractors de l'estructuralisme l'acusaren d'aïllar artificialment els continguts de la ment i caure en allò que William James anomenà la «fal·làcia del psicòleg», això és, prendre com a psicològicament «reals» entitats que serien a tot estirar constructes elaborats pel psicòleg.
Els funcionalistes argumentaven, a més a més, que l'estructuralisme bandejava la perspectiva evolucionista, i per això no ajudava a esclarir la manera en què el capteniment ha influït en l'adaptació dels éssers i la selecció natural.
Finalment, l'estructuralisme convertia la psicologia en una ciència teoricodescriptiva que la situava lluny del seu vessant aplicat i social, segons defensaren molts psicòlegs en el seu moment.
L'estructuralisme plantejà una nova psicologia enfront de l'Escola del Sentit Comú que imperava a Amèrica del Nord a la fi del s. XIX, però la rigidesa del seu objecte d'estudi i finalitat feu que fos superada pel funcionalisme. Tot i que com a perspectiva d'estudi continua present en moltes recerques (interés per desvetlar les estructures que subjauen a l'experiència psicològica), poques vegades ho fa de manera aïllada.